# بيصور (جزين)
بيصور قرية لبنانية تقع في قضاء جزين، محافظة الجنوب.

## السكان
في عام 2014، شكل المسيحيون 99.81% من الناخبين المسجلين في بيصور. وكان 80.80% من الناخبين من الكاثوليك الموارنة و13.31% من الروم الكاثوليك.